# 210er v. Chr.
Portal Geschichte | Portal Biografien | Aktuelle Ereignisse | Jahreskalender | Tagesartikel

◄ |
1. Jahrtausend v. Chr. |

◄ |
4. Jh. v. Chr. |
3. Jahrhundert v. Chr. |
2. Jh. v. Chr. |
►

◄ | 240er v. Chr. | 230er v. Chr. | 220er v. Chr. | 210er v. Chr. |
200er v. Chr. |
190er v. Chr. |
180er v. Chr. |
►

219 v. Chr. |
218 v. Chr. |
217 v. Chr. |
216 v. Chr. |
215 v. Chr. |
214 v. Chr. |
213 v. Chr. |
212 v. Chr. |
211 v. Chr. |
210 v. Chr.

## Ereignisse
- Der Zweite Punische Krieg (218 bis 201 v. Chr.) beginnt. Hannibal zieht über die Alpen und besiegt die Römer in zahlreichen Schlachten (217 v. Chr. Schlacht am Trasimenischen See, 216 v. Chr. Schlacht von Cannae). 211 v. Chr. steht Hannibal vor den Toren Roms (Hannibal ante portas), greift die Stadt jedoch nicht an.
- 212 v. Chr.: Der chinesische Kaiser Qin Shihuangdi vollendet die Chinesische Mauer.